# مدیریت نیرو
مدیریت نیرو (انگلیسی: Power management) یا مدیریت انرژی، از ویژگی‌های برخی از لوازم الکتریکی، به ویژه دستگاه‌های فتوکپی، رایانه‌ها، پردازنده‌های گرافیکی و لوازم جانبی رایانه ای مانند مانیتور و چاپگر است، که انرژی الکتریکی را در این دستگاه‌ها، به‌طور موقت خاموش می‌کند، یا در زمانی که دستگاه غیرفعال است، سیستم را به حالت کم مصرف تبدیل می‌نماید.